# Plurispermiopsis cerradensis
Plurispermiopsis cerradensis är en svampart som beskrevs av Pereira-Carvalho, Inacio & Dianese 2010. Plurispermiopsis cerradensis ingår i släktet Plurispermiopsis och familjen Capnodiaceae.   Inga underarter finns listade i Catalogue of Life.